# Clara Oswald
Clara Oswald es un personaje de ficción creado por Steven Moffat e interpretado por Jenna Coleman en la longeva serie británica de ciencia ficción Doctor Who, apareciendo por primera vez en la séptima temporada. Clara es una acompañante del Undécimo y Duodécimo Doctor.
Clara es inicialmente presentada a mediados de la séptima temporada, interpretando a tres personas distintas, aunque con nombres similares que viven en diferentes épocas: las dos primeras encarnaciones mueren durante el episodio en el que aparecen; la tercera encarnación viaja con el Doctor durante el resto de la temporada, intentando resolver el misterio de sus varias vidas. El misterio finalmente se resuelve en El nombre del Doctor (2013). Después continuó viajando con el Doctor, siendo testigo de la regeneración en su duodécima encarnación. Los dos tuvieron varias aventuras durante la octava y la novena temporada hasta su salida en Huido del infierno (2015).

## Apariciones

### Televisión
El personaje aparece por primera vez con el nombre de Oswin Oswald en el primer episodio de la séptima temporada, El manicomio de los Daleks, como una tripulante de la nave espacial Alaska que se estrelló en un planeta conocido como el Manicomio, una prisión para Daleks que se han vuelto locos. Oswin descubre gracias al Undécimo Doctor que había sido capturada y convertida íntegramente en un Dalek. Más tarde, ayuda al Doctor, Amy y Rory a escapar justo antes de que los Daleks destruyan completamente la prisión con Oswin dentro.
Después, en el especial navideño de 2012, Los hombres de nieve, el Doctor conoce a una mujer llamada Clara Oswin Oswald, a quien en un principio solo conoce como Clara. Es una camarera e institutriz victoriana, a quien el Doctor invita a ser su nueva acompañante, pero que muere al ser atacada por uno de los sirvientes controlados por La Gran Inteligencia. Al ver su nombre completo en la tumba, y reconocer su voz, el Doctor se da cuenta de que es la misma mujer que se encontró en el Manicomio Dalek, Oswin. Intrigado por la revelación de una mujer que ha muerto dos veces en distintas épocas, comienza a buscar a otra Clara a través de las grietas del tiempo.
En una precuela anterior a Las campanas de Saint John, el Doctor aparece columpiándose en un parque infantil y se le acerca una niña (interpretada por Sophie Downham), a la que él cuenta que está triste porque no consigue encontrar a una amiga. La madre de la niña la llama, y el Doctor no se da cuenta de que se trata de Clara.
En Las campanas de Saint John (2013) El Doctor encuentra a Clara en el Londres contemporáneo, después de que una mujer desconocida le diese su número, y le llamase a la TARDIS. Ella decide unirse a él como acompañante, mientras el Doctor trata de resolver el misterio de la "Chica Imposible".
El misterio que rodea a Clara se revela en El nombre del Doctor, cuando Clara persigue a la Gran Inteligencia dentro de la línea temporal del Doctor para deshacer su daño a la línea del tiempo. Los ecos de Clara se desperdigan por toda la historia del Doctor, y ella parece conocer a todas y cada una de las encarnaciones de él, salvando sus vidas en muchas ocasiones, la mayor parte de las veces sin que se dé cuenta, e incluso se asegura de que el Primer Doctor (William Hartnell) escoja la TARDIS correcta muchos siglos en el pasado. Perdida en la línea temporal del Doctor y al borde de la muerte, el Undécimo Doctor la encuentra, pero no antes de que descubra su mayor secreto, una encarnación desconocida del Doctor, (John Hurt) que ha cometido una atrocidad innombrable.
Clara estará presente cuando se descubra que el Doctor Guerrero, la encarnación que vio entonces no llegó a destruir Gallifrey, sino que, junto con el Undécimo y Décimo Doctor y la ayuda de todas las encarnaciones anteriores, así como el Duodécimo, enviaron al planeta entero a un universo paralelo perdido, olvidando después todo por el cruce de líneas temporales que provocó esta acción conjunta. Después, será testigo del final del Doctor en Trenzalore por vejez tras pasar el Doctor varios siglos allí, y será gracias a ella quien, implorando a una de las grietas del universo, consiga que los Señores del Tiempo desde Gallifrey le envíen un nuevo juego completo de regeneraciones al Doctor, que se convertirá en el Duodécimo Doctor. 
Un tiempo después, Clara, que se ha hecho profesora en el Coal Hill School, el mismo colegio en el que eran profesores en el pasado Ian Chesterton y Barbara Wright y en el que estudió Susan Foreman, conocerá a un compañero profesor, Danny Pink, con el que iniciará una relación sentimental, y que no se llevará bien con el Doctor por su pasado como soldado y combatiente en la guerra. Danny acabará muriendo atropellado por un coche, y por culpa de una trama del Amo reencarnado en Missy, será convertido en Cyberman. Pero será gracias a Danny que se desbaraten todos los planes del Amo. Clara, sin embargo, tras esto decide dejar de viajar con el Doctor y se queda en Londres.
Más tarde, en Navidad, el Doctor tiene que volver rápidamente a por ella porque están en peligro debido a unas criaturas parasitarias que se alimentan de sueños y que están a punto de matarles. Tras los sucesos que tienen que enfrentar junto a un grupo de afectados más, para librarse de las criaturas mientras están en un mundo de ensueño provocado por los monstruos, el Doctor ve a una Clara octogenaria diciendo que le hubiera encantado haber seguido con él, y él confiesa que también hubiera deseado seguir viajando con ella y que ojalá lo hubiera hecho antes. Entonces, ambos descubren que todavía estaban durmiendo víctimas de las criaturas, se liberan y Clara, que en la realidad seguía siendo joven, vuelve a la TARDIS para seguir viajando con el Doctor.
En sus últimas aventuras, Clara ha desarrollado un carácter temerario. No llega a ser suicida, pero no le importa poner su vida en riesgo e incluso ocasionalmente siente placer por la adrenalina que esto le proporciona. Así, no le importa meterse dentro de la carcasa de un Dalek, colgarse del borde de la TARDIS cuando está en pleno vuelo a varios metros sobre el suelo, entre otras temeridades. Cuando ve que Rigsy está a punto de morir cuando el contador que le han insertado llegue a cero, ella se cambia por él a espaldas del Doctor. Rigsy se salva, pero el contador llega a cero, y Clara ante los ojos del Doctor muere.
El Doctor, más adelante, regresa junto a los Señores del Tiempo y extrae a Clara de su propia línea temporal un segundo antes de morir, quedando congelada justo en el último latido de su corazón, en Gallifrey, sin envejecer y por tanto sin morir. Solo la han sacado para interrogarla, pero no pueden salvarla permanentemente ya que eso causaría una paradoja que provocaría una fractura en el tiempo al ser su muerte un hecho establecido y por tanto un punto fijo en el tiempo. Sin embargo, el Doctor, una vez más, roba una TARDIS y se escapa con Clara hasta el final del universo billones de años en el futuro, donde vuelven a encontrar a la inmortal Ashildr. Una vez allí, el Doctor planea borrar la memoria a Clara y dejarla en la Tierra para vivir una vida sin recuerdos del Doctor y a salvo de los Señores del Tiempo.
Sin embargo, Clara lo ha oído todo a través de la pantalla de la TARDIS y truca el dispositivo que iba a usar el Doctor para borrarle los recuerdos de forma que afectará a uno de los dos aleatoriamente. El afectado resulta ser el Doctor, que olvida sus aventuras con Clara, aunque es capaz de restaurarlas a partir de una historia en su subconsciente, todo salvo su rostro. Clara le deja en Arizona junto a su vieja TARDIS, y se va en la TARDIS recién robada, que se ha quedado atascada en la forma de una cafetería estadounidense, dispuesta a volver con los Señores del Tiempo a poner la línea del tiempo en su sitio, pero "dando un rodeo", es decir, recorriendo el espacio y el tiempo junto Ashildr, ahora que las dos son inmortales.
Clara vuelve a aparecer en el especial de Navidad, Twice Upon a Time, luego de que el Duodécimo Doctor recuperara todos sus recuerdos sobre ella antes de regenerarse.

### Otros Medios
Clara (Sophie Downham) aparece en una precuela de Las campanas de Saint John, como una niña que habla con el Undécimo Doctor Who en un parque. El Doctor no se da cuenta de su identidad, que sí es revelada al público. Coleman también interpretó a Clara en She Said, He Said una precuela en línea de El nombre del Doctor, que rompe la cuarta pared. El DVD y el Blu-Ray de la séptima temporada, también incluyen a Coleman, como Clara, en solitario en el corto Clara and the TARDIS.
Clara también aparece junto al Undécimo Doctor en la novela Shroud of Sorrow (2013). Desde 2014, ha aparecido en las novelas del Duodécimo Doctor, incluyendo: The Blood Cell (2014), Silhouette (2014), The Crawling Terror (2014), y desde 2015, Deep Time, Royal Blood y Big Bang Generation. Apareció en el cómic Deadwood. Clara apareció brevemente en los números 11 y 12 de la miniserie hecha para el 50 aniversario, "Prisoners of Time". Empezando en el número #462 (agosto de 2013), Clara aparece regularmente en las tiras cómicas de la Doctor Who Magazine. En 2015, en el argumento de la tira cómica, Blood and Ice (DWM #485–488), Clara se encuentra con otra versión de ella misma, llamada "Winnie Clarence", una graduada en investigación del año 2048.

## Casting y Desarrollo

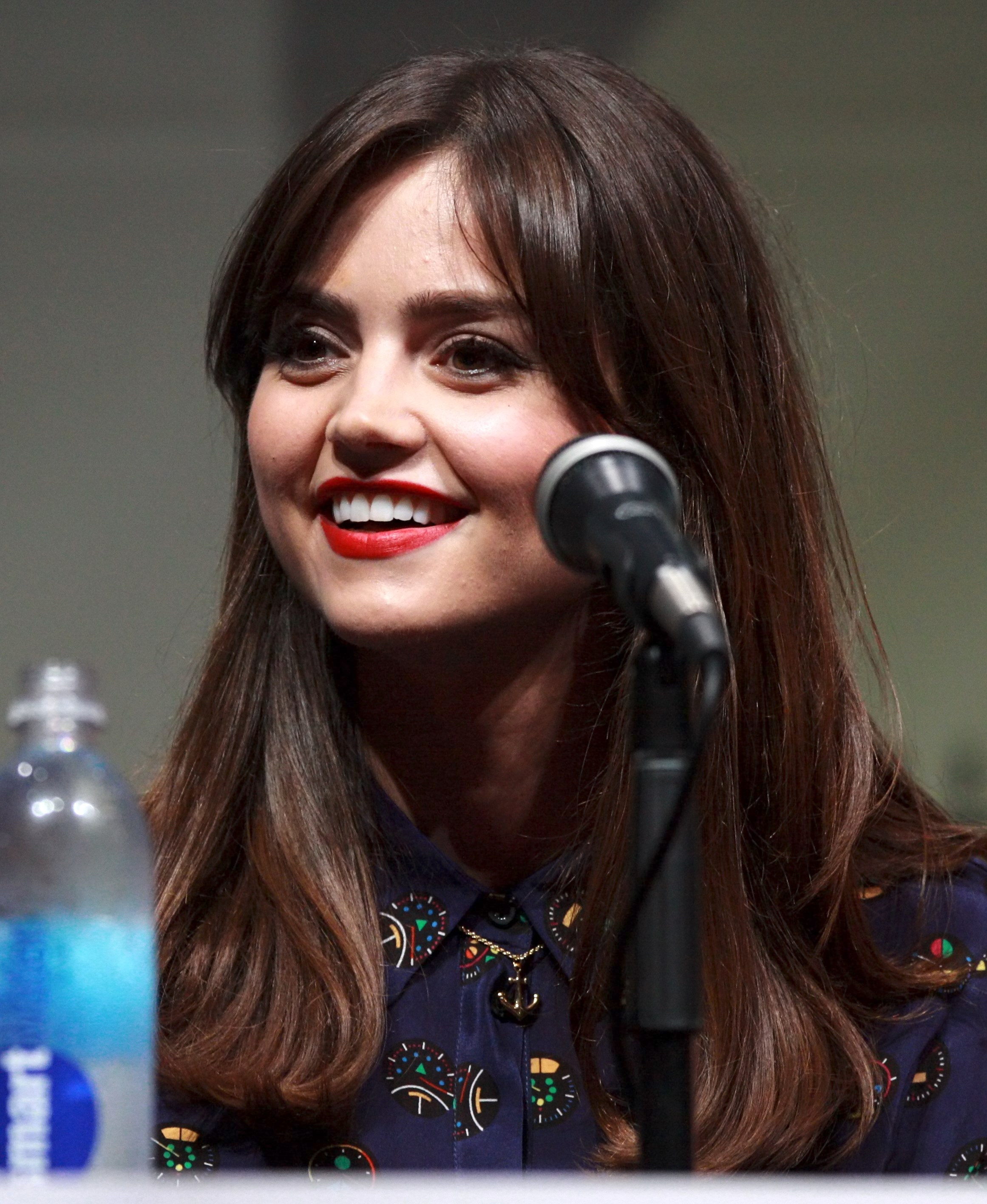
Coleman en la Convención Internacional de Cómics de San Diego en 2013.

El 21 de marzo de 2012, se anunció que Jenna Coleman reemplazaría a Karen Gillan y a Arthur Darvill  como la nueva acompañante. Hizo una audición para el papel en secreto, fingiendo que era para un proyecto llamado Men on Waves (Hombres en Olas), un anagrama de "Woman Seven" (Mujer Siete). El productor ejecutivo Steven Moffat la escogió para el papel, porque era la que mejor trabajaba con Smith y la única que era capaz de hablar más rápido que él. Coleman nunca había visto Doctor Who antes de su audición, así que vio En el último momento (2010) 
y se "enamoró completamente de la serie". Aun así, solo vio los primeros cinco episodios de la séptima temporada –los 5 últimos de Gillan y Darvill – porque no quería aprender más sobre su relación con el Doctor, ya que quería que su actuación junto con Smith fuese "espontánea". Moffat declaró que su personaje, era diferente al resto de las acompañantes anteriores, aunque intentó mantener los detalles de su personaje en secreto hasta su debut en el especial de Navidad. En El manicomio de los Daleks (2012) Coleman aparece como el personaje Oswin Oswald, el cual había sido mantenido en secreto para el público antes de que el episodio se emitiera. Originalmente a Coleman se le había dado el papel de una niñera llamada Jasmine, y después para la segunda audición se le dieron los personajes de Oswin y Clara. En un principio ella pensó que los productores estaban buscando el personaje adecuado, pero después se dio cuenta de que era un "misterio suave" parte del plan de Moffat. Neil Gaiman (guionista de Pesadilla plateada, 2013) reveló que el personaje estaba pensado para quedarse como una niñera victoriana. Coleman declaró que Moffat vino con el misterio durante la audición. Coleman interpretó a cada versión del personaje individualmente "confiando en que habría un resultado" a su misterio. Moffat le dijo a Neil Cross, quien escribió "Hide" (2013), el primer episodio que Coleman filmó, que Clara era "una chica normal".
Moffat sintió que la introducción de una nueva acompañante hizo que "la serie pareciera diferente" y trajo la historia a "un nuevo principio" con una nueva persona conociendo al Doctor. La productora ejecutiva, Caroline Skinner, comentó que su introducción permitió a la serie volver a un "formato de Doctor Who más clásico". Smith dijo que Clara era diferente de su antecesora Amy Pond (Gillian), quien permitió a la audiencia ver un lado distinto del Doctor. Moffat dijo que Coleman trae "velocidad e ingenio y una cualidad poco impresionable que hace que el doctor baile de una forma más complicada". Coleman declaró que su personaje "tiene el control sobre sí misma" y que era competitiva con el Doctor, ofreciendo un "gran dúo". Con su lugar en la narrativa de la serie, Clara tenía la intención de reavivar la "curiosidad en el universo" del Doctor.
Sobre la relación de Clara con el Doctor, Coleman dijo:

Es interesante cómo [Clara] ha cambiado al doctor de Matt. Hay una energía entre ellos, flirteo, y atracción. Pero, también, tienen esa fricción, porque son un poco magnéticos y se atraen el uno al otro. Aun así, Clara no es capaz de averiguar sus intenciones, él tiene muchos secretos y siempre la está mirando, tratando de descifrarla.

La dinámica entre Katharine Hepburn y Spencer Tracy fue una influencia para Coleman y Smith. Además, Coleman reveló que Clara y la TARDIS tienen una "relación", y que hay una broma recurrente sobre que a la TARDIS no le agrada Clara o que se burla de ella.
Varios fanes y críticos advirtieron similitudes entre Clara y su predecesora Rose Tyler (Billie Piper). Clara ayuda al Doctor a recuperarse de un momento oscuro en su vida, como Rose hizo en un tiempo mucho más oscuro; ambas acompañantes perdieron a un padre, las dos tienen una íntima relación con el Doctor, quien presencia parte de su infancia. El Doctor le hace lo mismo a Clara en "El tiempo del Doctor" (2013) que le hace a Rose en "El momento de la despedida" (2005) al mandarla de vuelta a su casa para mantenerla a salvo.
Era ampliamente esperado que Coleman dejara la serie a finales de 2014. Moffat ha confirmado en varias entrevistas que escribió dos finales para Clara -uno para el final de la octava temporada y otro para el especial de Navidad de 2014- pero finalmente convenció a Coleman para quedarse una temporada más.
El 18 de septiembre de 2015, Coleman anunció oficialmente en la BBC Radio 1 que dejaría la serie al final de la novena temporada. Clara murió en "Cara a cara con el cuervo", aunque en "Huido del infierno", el Doctor salva a Clara momentos antes de su muerte usando tecnología de los Señores del Tiempo, aun así tendría que volver a Gallifrey y finalmente morir.

## Recepción

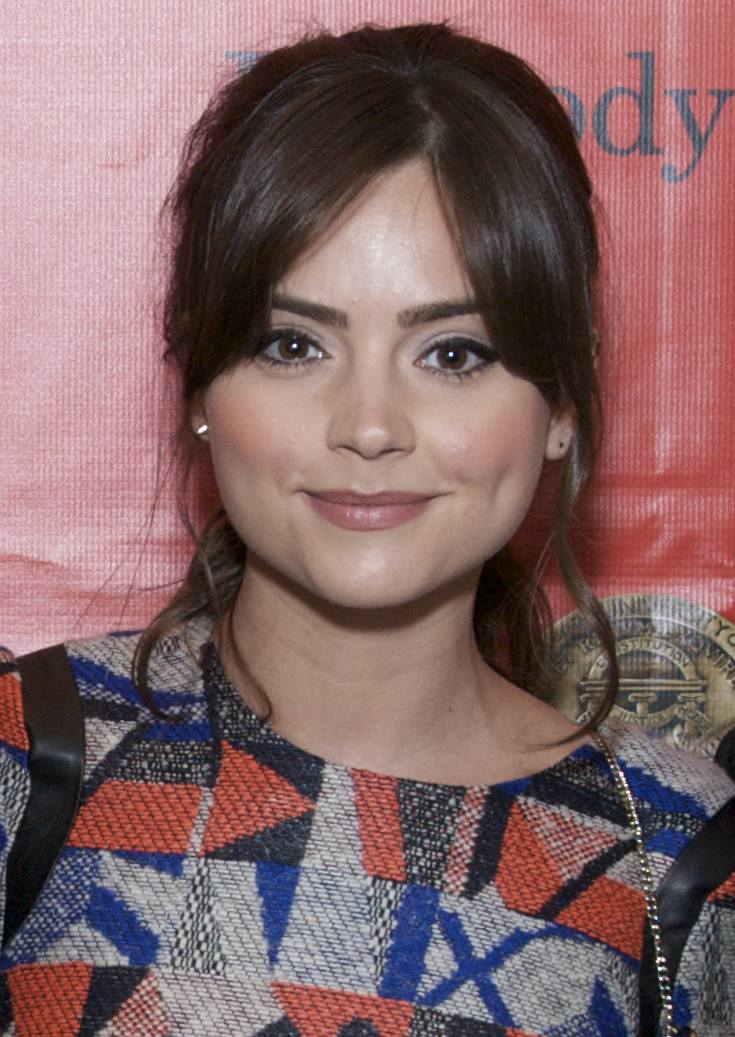
Jenna Coleman en los Peabody Awards en 2013

Nick Setchfield de SFX alabó el debut de Oswin Oswald en El manicomio de los Daleks, así como la interpretación de Smith, los efectos especiales y la subtrama emocional de Amy y Rory. El crítico de io9, Charlie Anders señaló que la trama "es principalmente sólo una excusa para explorar la relación duradera del Doctor con los Daleks y para mostrar lo triste que se ha vuelto.
La reintroducción del personaje como Clara en Los hombres de nieve recibió generalmente reacciones positivas de los críticos. The Guardian dijo que era el mejor especial de Navidad desde La invasión en Navidad. Alabaron a Jenna Coleman diciendo que "El golpe maestro detrás de la aparición sorpresa de Jenna-Louise Coleman es que nos hacía querer ver más de ella incluso antes de que se hubiera ido Karen Gillan. La descarada y segura de sí misma Clara se ganó un lugar en nuestros corazones desde el principio". The Daily Mail también alabó a Coleman diciendo que "Jenna-Louise Coleman se gana a los fans de Doctor Who, una vez más. Ellos sienten que es un reemplazo adecuado para Karen Gillan".